# تحليل جيوديسي أساسي
في تحليل البيانات الهندسية وتحليل الشكل الإحصائي، يعرف التحليل الجيوديسي الأساسي بأنه تعميم لتحليل العنصر الأساسي على الهندسة غير الإقليدية، حيث أن الإعداد غير الخطي للأشكال متعددة الشعب ملائم للاستخدام مع واصفات الشكل مثل التمثيلات الوسطية.